# 김인순 (가수)
김인순(金仁順, 1953년 ~ 1988년 5월 18일)은 대한민국의 가수이다.
1976년 MBC 《10대 가수 가요제》에서 《여고졸업반》으로 10대 가수에 선정되었으며, 1979년 5월 결혼 후 활동이 다소 뜸하였으나 1981년 말 《언덕에 앉아》를 발표하면서 활동을 재개하였다. 1988년 5월 18일 인천직할시에서 교통사고로 사망했다.

## 작품
- 1974년 《비오는 날에는/외로운 소녀》
- 1975년 《여고졸업반》
- 1981년 《언덕에 앉아》

## 수상
- 1976년 MBC 《10대 가수 가요제》 10대 가수상
- 1977년 목포 MBC 《난영가요제》 여자부문[4]
- 1977년 MBC 《10대 가수 가요제》 10대 가수상[5]